# Zopilot de sabana
El zopilot de sabana o aura de cap groc (Cathartes burrovianus) és un ocell rapinyaire de la família dels catàrtids (Cathartidae). D'hàbits carronyaires, habita la regió neotropical, en zones de sabana, aiguamolls i clars del bosc, des del sud de Mèxic fins al nord de l'Argentina i l'Uruguai. El seu estat de conservació es considera de risc mínim.